# Бразилия (фильм)
«Брази́лия» (англ. Brazil) — британский сатирический фильм-антиутопия режиссёра Терри Гиллиама, вышедший на экраны в 1985 году. Снятый в стиле дизельпанк, фильм вдохновлён романом Джорджа Оруэлла «1984» и произведениями Франца Кафки, и первоначальное название кинокартины должно было быть «1984 1/2». Действие разворачивается в вымышленную эпоху, похожую на середину XX века, в некоем государстве, где общество поглощено тотальной бюрократией, потребительством и халатностью. Фильм получил восторженные отзывы критиков, его часто называли лучшей работой Гиллиама и одной из лучших антиутопий в кино.
Название фильма отсылает к песне 1939 года «Aquarela do Brasil» в исполнении Ари Баррозу. Эта песня служит лейтмотивом фильма и звучит в различных вариациях — от возвышенных и воодушевляющих до угрожающе зловещих. Название также содержит ассоциацию с островом Бразил из ирландской мифологии, который считался раем.

## Сюжет
Главный герой Сэм Лаури вполне доволен своей жизнью. Несмотря на то, что его мать Ида благодаря своим связям добивается для него повышения, он предпочитает оставаться незаметным для системы, работая мелким клерком. Миссис Лаури входит в элиту общества и одержима операциями по омоложению кожи. Её волнует общественный статус сына, но он безразличен ей как личность и она больше времени проводит со своими подругами на светских мероприятиях. Сэм постоянно видит сны, где он оказывается героем, спасающим красивую девушку от различных злодеев и чудовищ. Вскоре Сэм встречает девушку из своих снов в реальности: она подаёт в отдел информационных исправлений жалобу на ошибочный арест её соседа — Арчибальда Баттла, которого перепутали с Арчибальдом Таттлом по прозвищу «Гарри», подозреваемым в терроризме и работе ремонтником без лицензии.
Сэм, чтобы отыскать заветную девушку, направляется к давнему другу его покойного отца — мистеру Хелпманну и соглашается на повышение в отдел сбора информации. Там он узнаёт настоящее имя девушки — Джил Лейтон и то, что её хотят осудить за саботаж из-за ошибки, возникшей при оформлении постановления. А так как отдел информационных исправлений «не может ошибаться», то сотрудники отдела пытаются скрыть ошибку, попросту убрав Джил. Единственный выход, который видит Сэм, — это удалить досье Джил из системы.
Тем временем у Сэма ломается система отопления, он вызывает службу по ремонту, но на помощь ему, однако, внезапно является тот самый Таттл. Он ненавидит бумажную волокиту и вынужден заниматься любимой профессией инженера по отоплению на партизанский манер. Вскоре появляются работники официальной службы, но, вместо того чтобы чинить, наоборот, приводят в негодность всю квартиру Сэма. Впоследствии Таттл возвращается и наказывает официально работающих ремонтников.
В конце концов Сэму удаётся удалить записи о Джил (с компьютера в офисе Министра Информации) и спрятать Джил в шикарной квартире уехавшей матери, но теперь он сам является преступником. Сэм проводит ночь с любимой, но утром врывается группа захвата: Джил убивают, а его отправляют в отдел информационных исправлений на пытки, которые будет проводить его давний друг и коллега Джек. Несмотря на мольбы, Джек цинично намерен пытать Сэма, но его убивают революционеры, возглавляемые Таттлом. Они освобождают Сэма и сбегают из министерства, подрывая всё вокруг. Начинается преследование полицией и в конце концов Сэм остаётся один, но внезапно его спасает Джил. Они вместе уезжают за город, чтобы счастливо начать новую жизнь.
Как оказалось, из-за пыток Сэм фактически сходит с ума и погружается в свой райский мир грёз, в котором у него всё складывается идеально. Джек и мистер Хелпманн объявляют его дело безнадёжным и покидают комнату пыток. Сэм остаётся в кресле, улыбаясь и напевая про себя «Aquarela do Brasil».

## В ролях
| Актёр                 | Роль                    |
| --------------------- | ----------------------- |
| Джонатан Прайс        | Сэм Лаури               |
| Ким Грайст            | Джилл Лэйтон            |
| Роберт Де Ниро        | Арчибальд «Гарри» Таттл |
| Кэтрин Хелмонд        | миссис Ида Лаури        |
| Иэн Холм              | мистер Курцман          |
| Боб Хоскинс           | Спур                    |
| Майкл Пейлин          | Джек Линт               |
| Иэн Ричардсон         | мистер Уоррен           |
| Питер Вон             | мистер Хелпман          |
| Чарльз Маккьюэн       | Харви Лайм              |
| Джим Бродбент         | доктор Луис Джаффе      |
| Деррик О'Коннор       | Даузер                  |
| Дерек Дидман          | Билл                    |
| Роджер Эштон-Гриффитс | священник               |
| Джек Пёрвис           | доктор Чапмен           |

## Прокат

### Прокат в кинотеатрах
Фильм был изготовлен компанией Арнона Милчена «Embassy International Pictures» (не путать с «Embassy Pictures» Джозефа И. Ливайна). В оригинальной редакции Гиллиама фильм был продолжительностью 142 минуты и имел мрачный финал. Данная версия была выпущена в международный прокат вне США кинокомпанией «20th Century Fox».
Распространение «Бразилии» в США контролировалось компанией «Universal Pictures». Правление «Universal» сочло финал картины явно неудачным, и председатель компании Сид Шайнберг (Sid Sheinberg) подверг работу Гиллиама значительным редакторским правкам, сделав ему так называемый «хороший конец»; такой подход встретил решительные возражения режиссёра. Так же, как было с фильмом «Бегущий по лезвию бритвы» (Blade Runner), выпущенном тремя годами ранее, данная версия «Бразилии» была создана кинокомпанией с финалом, более приемлемым из потребительских соображений.
После продолжительной задержки Гиллиам разместил полностраничную рекламу в отраслевом журнале «Variety», подтолкнув Шайнберга выпустить «Бразилию» в своей урезанной версии. В конечном счёте, после проведения Гиллиамом ряда закрытых просмотров (без согласования с компанией), фильм был удостоен премии Лос-Анджелесской ассоциации кинокритиков в номинации «лучшая картина», это побудило «Юнивёрсал» выпустить изменённую 131-минутную версию под контролем Гиллиама в 1985 году.

### Выпуск на видео
В Северной Америке фильм был выпущен на VHS и Laserdisc в 131-минутной версии для Соединённых Штатов. С небольшими изменениями в настоящее время фильм доступен на DVD в оригинальной европейской версии. (По комментарию режиссёра, это — «пятая и окончательная редакция»; во вступлении использован вариант с облаками из американской версии, а не чёрный экран с указанием времени и места.)
Вариант Шайнберга, так называемая версия в стиле «любовь побеждает всё», была показана по объединённому телевидению и изначально была предложена для широкой продажи на отдельном лазерном диске пятидискового сборника Criterion Collection в 1996 году, и последующем трёхдисковом сборнике на DVD (в который также вошли такие материалы как документальный фильм — киноверсия книги Джека Мэттьюза с интервью Гиллиама, а также магнитофонная запись интервью Сида Шайнберга, сделанная для книги).
Сначала в сборнике художественный фильм был представлен с исправленным форматом кадра, однако в DVD-варианте формат кадра не был оптимизирован для новых широкоэкранных телевизоров. Новые варианты фильма в формате 16:9 как в виде полного сборника, так и по отдельности были переизданы компанией Criterion 5 сентября 2006 года.
В 2012 году 131-минутная версия картины была переиздана в Blu-ray формате.

## Отзывы
- Харлан Эллисон объявил «Бразилию» «наиболее потрясающим научно-фантастическим фильмом из когда-либо снятых».
- В 2004 году фильм «Бразилия» был включён журналом Total Film в двадцатку величайших английских фильмов всех времён. В 2005 году кинообозреватели журнала «Тайм» Ричард Корлиш (Richard Corliss) и Ричард Шикель (Richard Schickel) назвали «Бразилию» в числе ста лучших фильмов всех времён.
- Критик Кэнс Тюрэн (Kenneth Turan) охарактеризовал фильм как «самое мощное произведение политической киносатиры со времени „Доктора Стрэйнджлава“».
- Журнал «Wired» поставил «Бразилию» на пятое место в своём списке двадцати лучших научно-фантастических фильмов.[8]

## Награды и номинации
- 1986 — две номинации на премию «Оскар»: лучший оригинальный сценарий (Терри Гиллиам, Том Стоппард, Чарльз МакКиоун), лучшие декорации (Норман Гарвуд, Мэгги Грэй)
- 1986 — две премии BAFTA: лучшая работа художника (Норман Гарвуд), лучшие визуальные спецэффекты (Джордж Гиббс, Ричард Конвей)
- 1986 — номинация на премию «Хьюго» за лучшую драматическую постановку
- 1986 — премия Британского киноинститута за технические достижения

## Факты
- Год создания фильма (1984) совпадает с названием известного романа-антиутопии Джорджа Оруэлла. Первоначально фильм должен был называться «1984 ½»[9] и музыкальной темой должна была быть песня Maria Elena, однако в середине съёмок режиссёр изменил тему и название, как более подходящую содержанию. Кроме того, офис министра информации в фильме располагается на 84 этаже здания.
- Спуск спецназа по ступенькам, а также выстрел в глаз через очки одной из канцелярских работниц в финале фильма, полностью копирует знаменитую сцену из фильма Сергея Эйзенштейна «Броненосец „Потёмкин“».
- В сценах снов Сэма Лаури использованы виды неба, созданные для «Бесконечной истории» Вольфганга Петерсена, но в киносказку не вошедшие.
- Сцена битвы с самураем, обвешанным электродеталями, пародирует сновидческое сражение Люка Скайуокера со своим отцом в пятом эпизоде и одновременно символизирует любовь Гиллиама к фильмам Акиры Куросавы.
- Музыкальная тема, сопровождающая название фильма, является цитатой из симфонической картины М. П. Мусоргского «Ночь на Лысой горе» («Иванова ночь на Лысой горе»). Программа симфонической картины посвящена шабашу ведьм.
- В книгу Джека Мэтьюза «Битва за „Бразилию“» (Краун паблишерз, 1987) вошёл снабженный комментариями сценарий фильма, рисунки, а также подробный отчет о производстве картины и о том, что происходило после того, как она была закончена.[10]
- Гиллиам рассматривал на главную роль Тома Круза. Но Круз отказался пройти кинопробы под видеозапись, побоявшись, что это может повлиять на его дальнейшую карьеру. Для Гиллиама это условие было основным[11].